# Paavo Järvi
Paavo Järvi (Tallinn, 30 dicembre 1962) è un direttore d'orchestra estone naturalizzato statunitense, che ricopriva dal 2010 al 2016 la carica di direttore musicale dell'Orchestre de Paris.

## Biografia
Järvi è nato a Tallinn, in Estonia, figlio di Neeme Järvi, anch'egli direttore d'orchestra. Direttore d'orchestra è anche suo fratello, Kristjan, mentre sua sorella, Maarika Järvi, è una flautista. Ha studiato al Curtis Institute of Music con Max Rudolf e Otto-Werner Mueller, e al Los Angeles Philharmonic Institute con Leonard Bernstein.
Dal 1994-97 Järvi è stato direttore principale della Orchestra sinfonica di Malmö. A gennaio 2000 è stato nominato direttore della Cincinnati Symphony, posizione che ha assunto dalla stagione 2001-2002. Nell'aprile 2007, l'orchestra ha annunciato la proroga del contratto fino al 2011, anno in cui il rapporto sarebbe divenuto a tempo indeterminato Oltre a questa posizione, fin dal 2004, è stato direttore artistico della Deutsche Kammerphilharmonie, di Brema e consulente artistico della Orchestra sinfonica nazionale estone. Nel maggio 2011 è stato nominato "Music Director Laureate" dell'Orchestra sinfonica di Cincinnati.
Interprete molto apprezzato delle sinfonie beethoveniane: la sua integrale con la Deutsche Kammerphilharmonie è stata considerata da una parte della critica come una delle migliori di sempre.
Nel 2006, Järvi è divenuto direttore principale della Orchestra sinfonica della radio di Francoforte.